# Paranemoura claasseni
Paranemoura claasseni är en bäcksländeart som beskrevs av Baumann 1996. Paranemoura claasseni ingår i släktet Paranemoura och familjen kryssbäcksländor. Inga underarter finns listade i Catalogue of Life.